# Here Comes the Kraken
Here Comes the Kraken (укр. А ось і Кракен) — мексиканський дезкор гурт з міста Аґуаскальєнтес, який сформувався 2007 року. Гурт випустив перший демо-альбом у кінці 2007, однойменний повноформатний альбом у 2009 і мініальбом The Omen на початку 2010. Гурт відправився в успішний європейський тур незабаром після релізу їхнього дебютного альбому і здобув значну популярність з того часу.

## Історія
Here Comes the Kraken сформувалися у Аґуаскальєнтесі після розпаду гурту "Antes Del Accidente" у 2007 році. Вони випустили дебютний повноформатний альбом, 2 мініальбоми і 2 музичних кліпи. Гурт почав формуватися у 2007 після того як більшість учасників пішли з їх попереднього гурту. 26 березня 2009 року на лейблі Concreto Records гурт випустив свій перший повноформатний альбом "Here Comes the Kraken", який супроводжувався обширним туром по Мексиці і Європі. Їх технічні навички гри на інструментах та брутально скомпоновані пісні зробили свою справу: колектив здобув міжнародне визнання та безліч нових фанатів. Декілька разів вони проголошувалися найкращими у новій хвилі мексиканського металу згідно з опитуванням більшості мексиканських музичних медіа та кількох світових видань. У кінці 2009 року випустили свій поки що останній міні-альбом The Omen. В той самий час один із засновників групи, вокаліст TTS, оголосив, що іде з гурту по закінченню туру по Європі. Відтоді вокалістом Here Comes the Kraken стає Gelar. По закінченню турів гурт випустив свої перші музичні кліпи на пісні "Don't Fail Me Darko" та "Into The Slaughter Basement". У травні 2010 отримали звання найкращого метал-гурта року за версією "Indie-O Music Awards", яким нагороджується найкращий незалежний мексиканський гурт. Незабаром після цього вони оголосили, що відправляються в тур по Європі і вже планують виступи в Північній Америці.

## Учасники
Теперішні учасники
- Торре Гонсалес — гітара
- Фредді — бас-гітара
- Хосе "TTS" Мануель — вокал
- Девід «Дейвіс» Гонсалес — ударні

Колишні учасники
- Алекс Гуардадо — ритм-гітара (2007—2016)
- Майк — вокал (2011—2012)
- Бендж Мартінез — вокал (2015—2016)

## Дискографія

### Повноформатні альбоми
- Here Comes the Kraken (2008)
- Hate, Greed & Death (2011)
- H.C.T.K (2019)

### Міні-альбоми
- The Omen (2009)

### Демо-альбоми
- Demo CD (2007)